# فابيان بيكاردو
فابيان بيكاردو (من مواليد 18 فبراير 1972) سياسي ومحام من جبل طارق. هو رئيس حزب العمل الإشتراكي في جبل طارق. تولى رئاسة حكومة جبل طارق مند ديسمبر 2011.

## النشأة وتعليمه
ولد بيكاردو في 18 فبراير 1972 في جبل طارق ونشأ في منطقة المدينة العليا. وقد قال عن المنطقة التي نشأ فيها: «جعلتني دائمًا أفكر في الإمكانات الهائلة التي يمكن أن يتمتع بها خليج جبل طارق طالما كنا قادرين على العمل مع جيراننا الإسبان».
كان والده عاملًا دينيًا في وزارة الدفاع في جبل طارق، وكانت والدته مساعدًا شخصيًا لجوشوا حسن، مؤسس مكتب حسن للمحاماة ورئيس وزراء جبل طارق. قال بيكاردو إن «والدي غرسوا في داخلي مبدأ المساواة البسيط، وهو أن لا أحد أفضل من أي شخص آخر وأنه لا ينبغي لنا أن ننظر باستخفاف إلى أي شخص على الإطلاق لأننا جميعًا خلقنا متساوين.» كانت جدة بيكاردو إسبانية، على الرغم من أنه قال إن سلالة بيكاردو وصلت إلى جبل طارق خلال الحروب النابليونية وأنه «فخور بشكل خاص بهذا الجزء من سلالته».
فكر بيكاردو في البداية في فكرة أن يصبح محامياً «كنتيجة لنقاش مع مدرس، كنت حريصًا بشكل خاص على مناقشته، والذي أخبرني أنه إذا أردت أن أتجادل، يجب أن أتقاضى رسومًا على الناس مقابل ذلك وأن أصبح محاميًا.» زار مكتب حسن للمحاماة وهو في الرابعة عشرة من عمره لمناقشة الفكرة مع المحامين. من عام 1990 إلى عام 1993، درس بيكاردو الفقه في كلية أوريل، أكسفورد. تم دعم دراساته من قبل نظام المنح المقدمة من قبل جو بوسانو الصورة جبل طارق الاشتراكي حزب العمل الحكومة في عام 1988. اوريل كلية أثنى على الانتخابات من قبل ترفع علم جبل طارق، وقد تحدث أيضا في جمعية أوريل للمحاماة منذ انتخابه. ثم درس بيكاردو في إنز أوف كورت سكول أوف جرايز إن وتم استدعاؤه إلى الحانة من قبل ميدل تمبل في 1994.

## مهنته القانونية
في سبتمبر 1994، انضم بيكاردو إلى حسن، أكبر شركة محاماة في جبل طارق، كشريك. أصبح شريكًا في عام 2000. تم تعيينه مستشارًا للملكة في 12 يونيو 2014.

## الحياة السياسية
كان بيكاردو أحد مؤسسي حزب جبل طارق الوطني في عام 1991، سلف الحزب الليبرالي لجبل طارق. في عام 2003، انضم إلى حزب العمال الاشتراكي لجبل طارق (GSLP) وانتخب كعضو في البرلمان (MP) عن GSLP في الانتخابات العامة لذلك العام.
وصف بيكاردو ما جعله مهتمًا بالسياسة كمحامي في جبل طارق: «بدأت أستيقظ على السياسة وأرى ما فعله حسن، وبدأت أفهم ما كان يفعله جو بوسانو. أدركت أنه إذا كانت لدي القدرة على أصبح محاميًا، ثم ينبغي أن أستخدم هذه القدرة أيضًا لصالح جبل طارق. جبل طارق هو مكان يتعين علينا جميعًا أن نرفع فيه ثقلنا؛ علينا جميعًا أن نفعل ما في وسعنا وأردت أن أفعل ما بوسعي في السياسة». أصبح بيكاردو زعيم حزب العمال الاشتراكي لجبل طارق في عام 2011، خلفًا لجو بوسانو. فاز في انتخابات 2011، وشكل حكومة ائتلافية مع الحزب الليبرالي.
وقال بيكاردو إن «تتويج الإنجازات» في فترة ولايته الأولى كانت مدرستين جديدتين، وجامعة، وبنك جديد، ومرسى جديد يضم 700 رصيف. كما عيّن أول وزير للمساواة في جبل طارق وأصدر قانون الشراكات المدنية في عام 2014، مما أنهى التمييز القانوني ضد الأزواج من نفس الجنس. في أكتوبر 2015، قال إنه إذا حدث خروج بريطانيا من الاتحاد الأوروبي، فسيتعين على جبل طارق «إعادة النظر بعناية في الآفاق الاقتصادية لجبل طارق وكيف سيتم وضعنا».

## الحياة الشخصية
بيكاردو متزوج من جوستين أوليفيرو التي تعمل في مكتب حسن للمحاماة ولديهما ولدان وابنة واحدة، سيباستيان وأوليفر وفالنتينا.

## روابط خارجية
الملف الشخصي لجبل طارق. رئيس الوزراء: فابيان بيكاردو في بي بي سي نيوز.
(بالإسبانية) فابيان بيكاردو، nuevo primer ministro de Gibraltar